# Нартоведение
Нартоведение — наука по изучению Нартского эпоса (Нартиады).

## Исторические свидетельства
- 1809 год — Клапрот, Юлиус, первый кто опубликовал информацию о существовании Нартиады у кавказских горцев
- 1838 год — Джеймс Белл, в своем дневнике отметил бытования Нартиады у адыгов (черкесов)[1].
- 1840 год — академик A. M. Шёгрен зафиксировал бытование Нартиады у осетин

## Хронология публикации и исследований Нартиады
1868 год — первая публикация осетинской версии эпоса А. Шифнером (сбор текстов выполнили Д. Чонкадзе и В. Цораев).
В 1881 году С.-А. Урусбиев в первом выпуске «Сборника материалов для описания местностей и племен Кавказа» (С. 1-42) опубликовал на русском языке четыре нартских сказания карачаевцев и балкарцев. В 1897 г.в 40-м томе словаря Брокгауза и Ефрона была напечатана небольшая статья «Нартские богатыри» (С.864). Основой для неё послужила данная публикация С.-А. Урусбиева, которая приводится в перечне использованной литературы. Предисловие С.-А. Урусбиева, к опубликованным им сказаниям: «Несколько слов от составителя и переводчика» и комментарии положили начало научному изучению нартского эпоса карачаевцев и балкарцев.
Чуть позже — чечено-ингушская версия эпоса — авторы : А. Чиркеевский, П. К. Услар и А. Барсов. 1890 год — сведения о нартовских сказаниях в Абхазии публикуют А. Иоакимов и Н. М. Альбов.
Сбор и публикация текстов эпоса выполняли также Б. А. Калоев, Н. К. Малиева, Ю. С. Гаглойти, А. И. Алиева и других.
Первые научные анализы Нартиады начали делать Л. Г. Лопатинский и В. Ф. Миллер.
Основоположником российского Нартоведения является — В. Ф. Миллер, в своё время изучившего осетинский язык и совершившего пять поездок в Осетию для сбора фольклорного материала.
Известны дореволюционные исследователи Нартиады: В. Б. Пфафф, Е. Марков, Д. Лавров, Ал. Кодзаев, А. З. Кубалов, Г. Цаголов и др.
Направленные на установления этнической принадлежности нартов, труды М. С. Туганова, А. З. Кубалова, М. В. Рклицкого, В. Н. Гарданова, Н. М. Дрягина, Б. А. Алборова, А. З. Холаева и многих других пока не привели к существенным результатам.
Значимым вкладом в нартоведение считаются труды В. И. Абаева, Х. Ардасенова, З. Н. Ванеева, А. Гадагатля, У. Далгат, Ш. Инала-Ипа, Б. А. Калоева, Е. М. Мелетинского, Б. В. Скитского, Л. П. Семенова, А. Шартанова, Е. И. Крупнова, В. И. Чичерова, и многих других учёных.
По выводам исследователя А. И. Алиевой — библиография работ по нартам, за период с 1812 по 1968 год на национальных языках, а также на европейских языках — количество опубликованных текстов эпоса превышает 160, а исследований — 500.
1956 год — Институт мировой литературы имени А. М. Горького АН СССР и Северо-Осетинский НИИ проведено специальное совещание, на котором определены основные задачи нартоведения :
- установление генеалогии нартовских богатырей и определение на их основе видения героями эпоса и сказителями происхождения эпического племени и термина «нарт»;
- установление максимального количества сказаний отражающих реальные исторические события и явления;
- установление наиболее значимых слоев нартовского эпоса;
- установление основного социально-экономического строя нартовского общества, врагов и друзей нартов;
- установление основных пластов нартиады;
- установление времени и территории обитания нартов;
- установление ядра эпических сказаний, его происхождение и историчность эпического племени.

1958 год — Всесоюзное совещании (инициатор Институтом мировой литературы) — итог — выработаны и утверждены принципы академических изданий и принято решение начать издание серии «Эпос народов СССР», для углублённого исследования Нартиады.
1969 год — Своеобразным итогом этого этапа (с 1812 по 1968 год) явился сборник трудов исследователей «Сказание о нартах — эпос народов Кавказа».
Важные для исследования Нартиады  научные конференции проводились в городах : 1956 год — Орджоникидзе, 1963 год — Сухуми, 1972 год — Тбилиси, 1974 год — Черкесск, 1992 год — Майкоп, 1992 год — Сухуми, 2000 год — Нальчик.
В ходе конференции «Современные проблемы кавказского языкознания и фольклористики», в одном из докладов — высказана мысль о том, что назрела необходимость перевода «Нартиады» на европейские языки, чтобы сделать их достоянием мирового читателя, что обогатит мировую культуру, и привлечет внимание многих зарубежных исследователей".

## Родственные или аналогичные мифы
Жорж Дюмезиль в своё время первым (в 30-е годы XX столетия) указал на тождественность кельтских-артуровских легенд и эпоса нартов, то есть на наличие явных соответствий между нартскими и кельтскими мифами «столь точные и поразительные, что они не могут быть случайными». Эта идея далее развивалась в работах его коллеги и соотечественника Жоэля Грисвара. В 2000 году, большой успех на Западе имела книга С. Скотта Литтлтона и Линды МакЛор «Из Скифии в Камелот» (опубликована в Лондоне и Нью-Йорке). В частности, образ пресловутой Чаши Грааля, по мнению исследователей, восходит к священной чаше нартов — Nartamonga.
На вопрос о том, когда нартские мифы могли проникнуть на территорию римской Британии, ответ дал английской антрополог и этнограф Говард Рид в книге «Король Артур — король драконов», который выдвинул гипотезу, что носителями нартского эпоса во 2 веке нашей эры были сарматы и они в ходе военных походов достигли британских территорий и распространили нартскую мифологию.
Сюжетное сходство с римской легендой. Нарты : Ахсар и Ахсартаг (близнецы). Ахсартаг женится на Дзерассе (дочери правителя водного царства). Далее один брат убивает другого, затем от раскаяния кончает с собой. Дзерасса возвращается в подводное царство и там производит на свет двух близнецов, новых героев, которые, возмужав, возвращаются на родину отца и выдают свою мать Дзерассу замуж и т. д. Это сказание имеет явное сходство латинской легендой о вскормленных волчицей близнецах Ромуле и Реме. Сходство как в сюжете, так и в тотемическом животном — матерью Ромула и Рема была волчица, в нартиаде волк-прародитель (Уархага).

## Исторические мотивы
В Нартиаде переплетена действительность и художественный вымысел, однако в ней нет прямого описания исторических событий, не соблюдается и хронология, присутствует отражение наименования местностей отдельных эпизодов событий и отражение отдельных имён исторических персонажей.
Армянский историк Мовсес Хоренаци указывает — легенды об аланской царевне Сатаник (5 в.), имеет аналогии с отдельными сюжетами из нартских сказаний о Сата́не.
Отдельные учёные видят:
- в имени Сайнаг-алдара, трансформацию титула хана Батыя — Саин-хан («славный хан»);
- в имени чудовища Хъандзаргаса, взявшего в плен многих нартов, искажённое слово «Хъан-Ченгес» (Чингисхан).

## Дискуссия о времени зарождения эпоса
Учёные, которые в той или иной степени считают себя потомками индоевропейцев, индоиранцев, индоариев, скифов, сарматов и т. д., делают вывод — нартский эпос зародился после появления предков осетин (скифы, сарматы) на Кавказе, то есть датируют примерно 8 веком до н. э. Основанием этих выводов являются лингвистические и сюжетные аналогии с древними индийскими, ведическими и др. текстами.
Учёные, которые считают себя автохтонными жителями Кавказа пытаются обратить внимание на то, что нартский эпос повествует не только о нартах, а ещё и о карликах и великанах, которые жили одновременно с нартами, следовательно, народ, именовавший себя нартами, жил во время дольменной культуры, когда строились Испуны (Дольмены). Адыго-абхазские версии эпоса говорят о том, что дольмены — это дома карликов (испуны), которые для них строили нарты, то есть их датировка — примерно 2-е тысячелетие до нашей эры.

## Гипотезы о происхождении наименования «нарт»
М. Туганов пытался объяснить термин «нарт» из осетинского языка, якобы, означающим «наш огонь» или «наша присяга», данная этимология не была принята даже осетинскими исследователями.
А. Грен пытался объяснить термин «нарт» из казикумыхского языка, его не смущал тот факт, что у носителей этого языка Нартиада практически отсутствует.
Ш. Д. Инал-ипа пытался объяснить термин «нарт» из абхазского языка (от племени анартов), в котором «ан» — это мать, «р» — краткая форма от «хэр» — показателя множественного числа и «т» — суффикс, обозначающий «материнская семья, семья матери». Данная этимология представляется натянутой. Кроме того, наукой не установлена этническая природа «анартов», относимых то ли к кельтам, то ли к фракийцам.
А. Гадагатль отмечал: «…термин „нарт“, которым именуется весь эпос и каждый его персонаж в отдельности, означает „глаз дарящий“».
В. Абаев и его последователь Т. Гуриев предлагают исходить из монгольского слова «нар(т)», означающего и солнце, и его луч (однако у монголов отсутствует Нартиада, что признается ими самими). В. Абаев и Т. Гуриев почти не делают различия между понятиями «луч» и «солнце», хотя во всех странах, исповедующих ислам, имеется слово «нур», означающее «сияние».
В. Е. Кварчия пытался объяснить термин «нарт» из абхазского языка — АНААРА: холмы, возвышенности.
Л. Акаба, предполагая, что НАР есть трансформация первичного МАР, связывает НАР с абх. АМРА (солнце) — с абх. глаголом А)АРА: дарить; в итоге НАРТЫ: дарующие изобилие (богатство, удачу).
Ш. Х. Салакая пытался объяснить термин «нарт» от названием хурритской области НАХРИЯ, переходящим в НАИРИ — УРАРТУ.
Все вышеуказанные гипотезы признаются неубедительными. Споры не окончены, но наибольшую поддержку среди учёных имеет гипотеза об иранском (персидском) происхождении термина «нарт», которая впервые была высказана в печати ещё в 1897 году, не нартоведом — Л. Лопатинским, который соотносил слова «нарт» с иранским «нар» («мужчина»), с армянским «мард» и сванским «мар». (Л. Лопатинскому не было известно, что у ингушей имеется слово «мар» в значении «мужчина» — «муж»).

## Центры нартоведения
- Адыгейский республиканский институт гуманитарных исследований имени Т.М. Керашева — Отдел нартоведения.
- Абхазский государственный университет — Учебно-научный центр нартоведения и полевой фольклористики